# Історія українського телебачення
Істо́рія украї́нського телеба́чення — розпочалась 1951 року у місті Харкові, коли група радіоаматорів під керівництвом В. Вовчанка розпочала перші телевізійні пересилання за електронною системою з високою чіткістю зображення.

## Історія
Докладно: Історія виникнення  телебачення
5 листопада 1951 року — відбулася перша професійна телетрансляція з Київського телецентру на Хрещатику, 26. Транслювали фільм «Алітет іде в гори». 6 листопада транслювали фільм про Жовтневу революцію «Велика заграва», а 7-го відбулася «жива» телетрансляція параду й демонстрації, що проходили на Хрещатику.
Юрій Омельяненко згадує:
|  | 5-7 листопада 1951-го були проведені перші телепередачі Київського телевізійного центру (КТЦ). Демонструвалися стрічки «Алітет йде в гори» і «Велика заграва», а 7-го відбулася «жива» телетрансляція параду й демонстрації, що проходили на Хрещатику. Комплекс цього унікального на той час не тільки для України, а й навіть для Європи, об’єкта складався з двох основних частин: апаратно-студійного блока (АСБ) на Хрещатику (нині тут розміщуються Національна радіокомпанія та Київська державна ТРК) і телевізійної ультракороткохвильової радіостанції (УКХР). Тут же розташовувалися технічні будівлі та 190-метрова антенна башта. Зазначу, що КТЦ будували протягом 1949—1952 років фактично серед руїн, у знищеному районі столиці. Доручили цю відповідальну справу зв’язківцям. Першими з них прийшли на будівництво його начальник К. Алексєєв і Б. Вольський та автор цих рядків, як технічні керівники робіт. Усе будівництво КТЦ було сплановано так, щоб найперше провадились роботи зі спорудження УКХР, оскільки вони вкрай ускладнювались монтажем башти. |

КТЦ був перший у тодішньому СРСР і єдиний створений за цільовим проєктом телевізійний центр на новітньому 625-рядковому стандартному обладнанні, розробленому й виготовленому ленінградськими науково-дослідними інститутами та радіозаводами. Отже, КТЦ (хоча на той час він вважався формально третім у Союзі) був набагато досконалішим, ніж Ленінградський і Московський, що функціонував на базі пристосованих для цієї мети споруд і обладнання довоєнного телецентру на Шабаловці. До речі, за рахунок вищої антенної опори і радіус дії КТЦ був значно більшим порівняно з Московським ТЦ, де, як відомо, використовувалась Шуховська башта заввишки 120 м.
Відтоді почалися пробні телепередачі КТЦ тривалістю 1,5-2 години двічі на тиждень. Це були зазвичай кінофільми. Так тривало до осені 1952 року, коли з'явились дикторські оголошення і короткі студійні вставки. Наприкінці 1951-го в Києві було близько 1500 телевізорів (переважно КВН-49-1). Тоді ж на розі вулиць Толстого і Горького відкрилося перше телеательє і почалося поступове налагодження приймальної телемережі. На травень 1953-го в столиці було зареєстровано лише 7000 приймачів. У 1958 році Львівський телевізійний завод розпочав випуск телевізорів "Львів", які через високу ціну могли купити тільки вори, директори і такі інші. Більш-менш популярним телебачення в УРСР стало лише після 1960 року завдяки телевізорам "Весна" Дніпропетровського радіозаводу.

## Значення ТБ в УРСР та СРСР загалом
Юрій Омельяненко: 
|  | до 1956 року КТЦ це був єдиний у СРСР телецентр, комплексно спроєктований, збудований і насичений винятково вітчизняною технікою і технологіями, по-друге, на телецентрі склався найкваліфікованіший персонал, що не тільки добре освоїв нову техніку, а й вмів передати свій досвід. Отож Мінзв’язку СРСР скеровувало до нас студентів, аспірантів і фахівців із так званих країн народної демократії, й не тільки звідти. |

І далі: 
|  | на початку 50-их років ХХ ст. електронне телебачення тільки-но спиналося на ноги не лише в Україні, а й у всьому світі, а КТЦ тоді входив до першого десятка телецентрів подібного світового рівня. |

## Інфраструктура
В перші 20 років телебудівництва були введені в дію понад 30 потужних станцій, з'єднаних майже 4000-кілометровою мережею радіорелейних ліній. У столиці, а також Харкові, Донецьку, Львові, Одесі, Луганську, Дніпрі, Вінниці розвивалось роздільне ТБ по двох програмах.

## Канали

### Суспільне мовлення
| Телеканал          | Логотип | Дата запуску | Формат мовлення               | Сайт                   | Мережа | Мережа     | Мережа          | Мережа     | Мережа     |
| Телеканал          | Логотип | Дата запуску | Формат мовлення               | Сайт                   | DVB-T2 | Супутник   | Кабельні мережі | IPTV       | OTT        |
| ------------------ | ------- | ------------ | ----------------------------- | ---------------------- | ------ | ---------- | --------------- | ---------- | ---------- |
| Перший             |         | 01.02.1939   | 576i 16:9 (SDTV) 1080i (HDTV) | tv.suspilne.media      | MX-1   | Green tick | Green tick      | Green tick | Green tick |
| Суспільне Культура |         | 01.01.2002   | 576i 16:9 (SDTV) 1080i (HDTV) | suspilne.media/culture | MX-1   | Green tick | Green tick      | Green tick | Green tick |
| Суспільне Спорт    |         | 14.08.2023   | 576i 16:9 (SDTV) 1080i (HDTV) | suspilne.media/sport   | Ні     | Green tick | Green tick      | Green tick | Green tick |

| Телеканал                  | Логотип | Формат мовлення               | Регіон                                   | Сайт                   | Мережа                                               | Мережа     | Мережа          | Мережа     | Мережа     |
| Телеканал                  | Логотип | Формат мовлення               | Регіон                                   | Сайт                   | DVB-T2                                               | Супутник   | Кабельні мережі | IPTV       | OTT        |
| -------------------------- | ------- | ----------------------------- | ---------------------------------------- | ---------------------- | ---------------------------------------------------- | ---------- | --------------- | ---------- | ---------- |
| Суспільне Крим             |         | 576i 16:9 (SDTV) 1080i (HDTV) | Автономна республіка Крим м. Севастополь | crimea.suspilne.media  | MX-5 (1 регіональний телеканал суспільного мовлення) | Green tick | Green tick      | Green tick | Green tick |
| Суспільне Вінниця          |         | 576i 16:9 (SDTV) 1080i (HDTV) | Вінницька область                        | vn.suspilne.media      | MX-5 (1 регіональний телеканал суспільного мовлення) | Ні         | Green tick      | Green tick | Green tick |
| Суспільне Луцьк            |         | 576i 16:9 (SDTV) 1080i (HDTV) | Волинська область                        | vo.suspilne.media      | MX-5 (1 регіональний телеканал суспільного мовлення) | Ні         | Green tick      | Green tick | Green tick |
| Суспільне Дніпро           |         | 576i 16:9 (SDTV) 1080i (HDTV) | Дніпропетровська область                 | dp.suspilne.media      | MX-5 (1 регіональний телеканал суспільного мовлення) | Ні         | Green tick      | Green tick | Green tick |
| Суспільне Донбас           |         | 576i 16:9 (SDTV) 1080i (HDTV) | Донецька область Луганська область       | dn.suspilne.media      | MX-5 (1 регіональний телеканал суспільного мовлення) | Ні         | Green tick      | Green tick | Green tick |
| Суспільне Житомир          |         | 576i 16:9 (SDTV) 1080i (HDTV) | Житомирська область                      | zt.suspilne.media      | MX-5 (1 регіональний телеканал суспільного мовлення) | Ні         | Green tick      | Green tick | Green tick |
| Суспільне Запоріжжя        |         | 576i 16:9 (SDTV) 1080i (HDTV) | Запорізька область                       | zp.suspilne.media      | MX-5 (1 регіональний телеканал суспільного мовлення) | Ні         | Green tick      | Green tick | Green tick |
| Суспільне Ужгород          |         | 576i 16:9 (SDTV) 1080i (HDTV) | Закарпатська область                     | uz.suspilne.media      | MX-5 (1 регіональний телеканал суспільного мовлення) | Ні         | Green tick      | Green tick | Green tick |
| Суспільне Івано-Франківськ |         | 576i 16:9 (SDTV) 1080i (HDTV) | Івано-Франківська область                | if.suspilne.media      | MX-5 (1 регіональний телеканал суспільного мовлення) | Ні         | Green tick      | Green tick | Green tick |
| Суспільне Київ             |         | 576i 16:9 (SDTV) 1080i (HDTV) | м. Київ Київська область                 | central.suspilne.media | MX-5 (1 регіональний телеканал суспільного мовлення) | Ні         | Green tick      | Green tick | Green tick |
| Суспільне Кропивницький    |         | 576i 16:9 (SDTV) 1080i (HDTV) | Кіровоградська область                   | kr.suspilne.media      | MX-5 (1 регіональний телеканал суспільного мовлення) | Ні         | Green tick      | Green tick | Green tick |
| Суспільне Львів            |         | 576i 16:9 (SDTV) 1080i (HDTV) | Львівська область                        | lv.suspilne.media      | MX-5 (1 регіональний телеканал суспільного мовлення) | Ні         | Green tick      | Green tick | Green tick |
| Суспільне Миколаїв         |         | 576i 16:9 (SDTV) 1080i (HDTV) | Миколаївська область                     | mk.suspilne.media      | MX-5 (1 регіональний телеканал суспільного мовлення) | Ні         | Green tick      | Green tick | Green tick |
| Суспільне Одеса            |         | 576i 16:9 (SDTV) 1080i (HDTV) | Одеська область                          | od.suspilne.media      | MX-5 (1 регіональний телеканал суспільного мовлення) | Ні         | Green tick      | Green tick | Green tick |
| Суспільне Полтава          |         | 576i 16:9 (SDTV) 1080i (HDTV) | Полтавська область                       | pl.suspilne.media      | MX-5 (1 регіональний телеканал суспільного мовлення) | Ні         | Green tick      | Green tick | Green tick |
| Суспільне Рівне            |         | 576i 16:9 (SDTV) 1080i (HDTV) | Рівненська область                       | rv.suspilne.media      | MX-5 (1 регіональний телеканал суспільного мовлення) | Ні         | Green tick      | Green tick | Green tick |
| Суспільне Суми             |         | 576i 16:9 (SDTV) 1080i (HDTV) | Сумська область                          | sm.suspilne.media      | MX-5 (1 регіональний телеканал суспільного мовлення) | Ні         | Green tick      | Green tick | Green tick |
| Суспільне Тернопіль        |         | 576i 16:9 (SDTV) 1080i (HDTV) | Тернопільська область                    | te.suspilne.media      | MX-5 (1 регіональний телеканал суспільного мовлення) | Ні         | Green tick      | Green tick | Green tick |
| Суспільне Харків           |         | 576i 16:9 (SDTV) 1080i (HDTV) | Харківська область                       | kh.suspilne.media      | MX-5 (1 регіональний телеканал суспільного мовлення) | Ні         | Green tick      | Green tick | Green tick |
| Суспільне Херсон           |         | 576i 16:9 (SDTV) 1080i (HDTV) | Херсонська область                       | ks.suspilne.media      | MX-5 (1 регіональний телеканал суспільного мовлення) | Ні         | Green tick      | Green tick | Green tick |
| Суспільне Хмельницький     |         | 576i 16:9 (SDTV) 1080i (HDTV) | Хмельницька область                      | km.suspilne.media      | MX-5 (1 регіональний телеканал суспільного мовлення) | Ні         | Green tick      | Green tick | Green tick |
| Суспільне Черкаси          |         | 576i 16:9 (SDTV) 1080i (HDTV) | Черкаська область                        | ck.suspilne.media      | MX-5 (1 регіональний телеканал суспільного мовлення) | Ні         | Green tick      | Green tick | Green tick |
| Суспільне Чернівці         |         | 576i 16:9 (SDTV) 1080i (HDTV) | Чернівецька область                      | cv.suspilne.media      | MX-5 (1 регіональний телеканал суспільного мовлення) | Ні         | Green tick      | Green tick | Green tick |
| Суспільне Чернігів         |         | 576i 16:9 (SDTV) 1080i (HDTV) | Чернігівська область                     | cn.suspilne.media      | MX-5 (1 регіональний телеканал суспільного мовлення) | Ні         | Green tick      | Green tick | Green tick |

### Іномовлення
| Телеканал | Логотип | Дата запуску                                                                                           | Формат мовлення               | Сайт                 | Мережа | Мережа     | Мережа          | Мережа     | Мережа     |
| Телеканал | Логотип | Дата запуску                                                                                           | Формат мовлення               | Сайт                 | DVB-T2 | Супутник   | Кабельні мережі | IPTV       | OTT        |
| --------- | ------- | --- | ----------------------------- | -------------------- | ------ | ---------- | --------------- | ---------- | ---------- |
| FREEДОМ   |         | 01.10.2015 (перший запуск як телеканал UATV) 01.03.2021 (перезапуск) 29.08.2022 (як телеканал FreeДОМ) | 576i 16:9 (SDTV) 1080i (HDTV) | uatv.ua tvfreedom.io | Ні     | Green tick | Green tick      | Green tick | Green tick |
| Дім       |         | 01.03.2020                                                                                             | 576i 16:9 (SDTV) 1080i (HDTV) | kanaldim.tv          | Ні     | Green tick | Green tick      | Green tick | Green tick |
| ATR       |         | 01.09.2006 (в Криму) 17.06.2015 (мовлення з Києва)                                                     | 576i 16:9 (SDTV) 1080i (HDTV) | http://atr.ua        | Ні     | Green tick | Green tick      | Green tick | Green tick |
| Lâle      |         | 01.06.2013 (в Криму) 17.06.2015 (мовлення з Києва)                                                     | 576i 16:9 (SDTV) 1080i (HDTV) |                      | Ні     | Green tick | Green tick      | Green tick | Green tick |

### Загальноформатні
| Телеканал         | Логотип | Дата запуску | Формат мовлення               | Сайт          | Мережа                | Мережа     | Мережа          | Мережа     | Мережа     |
| Телеканал         | Логотип | Дата запуску | Формат мовлення               | Сайт          | DVB-T2                | Супутник   | Кабельні мережі | IPTV       | OTT        |
| ----------------- | ------- | ------------ | ----------------------------- | ------------- | --------------------- | ---------- | --------------- | ---------- | ---------- |
| 1+1               |         | 03.09.1995   | 576i 16:9 (SDTV) 1080i (HDTV) | 1plus1.ua     | MX-1                  | Green tick | Green tick      | Green tick | Green tick |
| 1+1 Україна       |         | 24.12.2022   | 576i 16:9 (SDTV) 1080i (HDTV) | 1plus1.ua     | MX-1                  | Green tick | Green tick      | Green tick | Green tick |
| ICTV              |         | 15.06.1992   | 576i 16:9 (SDTV) 1080i (HDTV) | ictv.ua       | MX-1                  | Green tick | Green tick      | Green tick | Green tick |
| ICTV2             |         | 17.12.2022   | 576i 16:9 (SDTV) 1080i (HDTV) | ictv.ua/ictv2 | MX-2                  | Green tick | Green tick      | Green tick | Green tick |
| СТБ               |         | 02.06.1997   | 576i 16:9 (SDTV) 1080i (HDTV) | stb.ua        | MX-1                  | Green tick | Green tick      | Green tick | Green tick |
| 2+2               |         | 30.08.2010   | 576i 16:9 (SDTV) 1080i (HDTV) | 2plus2.ua     | MX-2                  | Green tick | Green tick      | Green tick | Green tick |
| Інтер             |         | 20.10.1996   | 576i 16:9 (SDTV) 1080i (HDTV) | inter.ua      | MX-1                  | Green tick | Green tick      | Green tick | Green tick |
| НТН               |         | 01.11.2004   | 576i 16:9 (SDTV) 1080i (HDTV) | ntn.ua        | MX-2                  | Green tick | Green tick      | Green tick | Green tick |
| Zoom              |         | 01.06.2013   | 576i 16:9 (SDTV) 1080i (HDTV) | zoomua.tv     | MX-3                  | Ні         | Green tick      | Green tick | Green tick |
| Ми — Україна+     |         | 10.02.2024   | 576i 16:9 (SDTV) 1080i (HDTV) | weuaplus.tv   | MX-2                  | Green tick | Green tick      | Green tick | Green tick |
| 5 канал           |         | 01.09.2003   | 576i 16:9 (SDTV) 1080i (HDTV) | 5.ua          | MX-5                  | Green tick | Green tick      | Green tick | Green tick |
| Конкурент Україна |         | 05.05.2025   | 576i 16:9 (SDTV) 1080i (HDTV) | konkurent.tv  | MX-5                  | Green tick | Green tick      | Green tick | Green tick |
| 8 канал           |         | 23.11.2017   | 576i 16:9 (SDTV) 1080i (HDTV) | 8channel.ua   | 43 ТВК (Київ) (DVB-T) | Green tick | Green tick      | Green tick | Green tick |

### Інформаційні
| Телеканал      | Логотип | Дата запуску | Формат мовлення               | Сайт                   | Мережа                | Мережа     | Мережа          | Мережа     | Мережа     |
| Телеканал      | Логотип | Дата запуску | Формат мовлення               | Сайт                   | DVB-T2                | Супутник   | Кабельні мережі | IPTV       | OTT        |
| -------------- | ------- | ------------ | ----------------------------- | ---------------------- | --------------------- | ---------- | --------------- | ---------- | ---------- |
| Рада           |         | 07.09.2004   | 576i 16:9 (SDTV) 1080i (HDTV) | tv.rada.gov.ua         | MX-7                  | Green tick | Green tick      | Green tick | Green tick |
| Ми — Україна   |         | 07.11.2022   | 576i 16:9 (SDTV) 1080i (HDTV) | weukraine.tv           | MX-7                  | Ні         | Green tick      | Green tick | Green tick |
| Прямий         |         | 24.08.2017   | 576i 16:9 (SDTV) 1080i (HDTV) | prm.ua                 | MX-3                  | Green tick | Green tick      | Green tick | Green tick |
| Еспресо TV     |         | 24.11.2013   | 576i 16:9 (SDTV) 1080i (HDTV) | espreso.tv             | MX-3                  | Green tick | Green tick      | Green tick | Green tick |
| 24 канал       |         | 01.03.2006   | 576i 16:9 (SDTV) 1080i (HDTV) | 24tv.ua                | MX-5 (Львів)          | Green tick | Green tick      | Green tick | Green tick |
| 2+2 Марафон    |         | 01.01.2024   | 576i 16:9 (SDTV) 1080i (HDTV) |                        | Ні                    | Green tick | Ні              | Ні         | Ні         |
| ПравдаТУТ      |         | 01.09.2014   | 576i 16:9 (SDTV) 1080i (HDTV) | tut.media pravdatut.ua | Ні                    | Green tick | Green tick      | Green tick | Green tick |
| Obozrevatel TV |         | 27.11.2017   | 576i 16:9 (SDTV) 1080i (HDTV) |                        | Ні                    | Green tick | Green tick      | Green tick | Green tick |
| Апостроф TV    |         | 01.06.2020   | 576i 16:9 (SDTV) 1080i (HDTV) | apostrophe.ua/ua/tv    | 43 ТВК (Київ) (DVB-T) | Green tick | Green tick      | Green tick | Green tick |
| Ісландія       |         | 18.07.2014   | 576i 16:9 (SDTV) 1080i (HDTV) |                        | Ні                    | Ні         | Green tick      | Green tick | Green tick |

### Розважальні
| Телеканал     | Логотип | Дата запуску | Формат мовлення               | Сайт             | Мережа | Мережа     | Мережа          | Мережа     | Мережа     |
| Телеканал     | Логотип | Дата запуску | Формат мовлення               | Сайт             | DVB-T2 | Супутник   | Кабельні мережі | IPTV       | OTT        |
| ------------- | ------- | ------------ | ----------------------------- | ---------------- | ------ | ---------- | --------------- | ---------- | ---------- |
| Бігуді        |         | 13.01.2014   | 576i 16:9 (SDTV) 1080i (HDTV) | bigudi.tv        | MX-1   | Green tick | Green tick      | Green tick | Green tick |
| ТЕТ           |         | 24.01.1992   | 576i 16:9 (SDTV) 1080i (HDTV) | tet.tv           | MX-2   | Green tick | Green tick      | Green tick | Green tick |
| Новий канал   |         | 15.07.1998   | 576i 16:9 (SDTV) 1080i (HDTV) | novy.tv          | MX-2   | Green tick | Green tick      | Green tick | Green tick |
| ОЦЕ ТБ        |         | 01.09.2017   | 576i 16:9 (SDTV) 1080i (HDTV) | oce-tv.tv        | MX-2   | Green tick | Green tick      | Green tick | Green tick |
| Super+        |         | 02.12.2024   | 576i 16:9 (SDTV) 1080i (HDTV) |                  | MX-1   | Green tick | Green tick      | Green tick | Green tick |
| Квартал TV    |         | 08.08.2016   | 576i 16:9 (SDTV) 1080i (HDTV) |                  | MX-7   | Green tick | Green tick      | Green tick | Green tick |
| К1            |         | 20.06.2005   | 576i 16:9 (SDTV) 1080i (HDTV) | k1.ua            | MX-3   | Green tick | Green tick      | Green tick | Green tick |
| К2            |         | 01.08.2005   | 576i 16:9 (SDTV) 1080i (HDTV) | k2.ua            | MX-3   | Ні         | Green tick      | Green tick | Green tick |
| Сонце         |         | 04.02.2013   | 576i 16:9 (SDTV) 1080i (HDTV) | sonce.tv         | MX-3   | Green tick | Green tick      | Green tick | Green tick |
| Сонце+        |         | 31.07.2024   | 576i 16:9 (SDTV) 1080i (HDTV) |                  | MX-7   | Ні         | Ні              | Ні         | Ні         |
| Світло        |         | 21.08.2023   | 576i 16:9 (SDTV) 1080i (HDTV) | svitlo.tv        | MX-7   | Ні         | Green tick      | Green tick | Green tick |
| Супермама     |         | 01.09.2024   | 576i 16:9 (SDTV) 1080i (HDTV) |                  | Ні     | Ні         | Ні              | Ні         | Green tick |
| Navigator TV  |         |              | 576i 16:9 (SDTV) 1080i (HDTV) |                  | Ні     |            |                 |            |            |
| Телевсесвіт   |         | 28.07.2008   | 576i 16:9 (SDTV) 1080i (HDTV) | televsesvit.ua   | Ні     | Green tick | Green tick      | Green tick | Green tick |
| UA Fashion TV |         |              | 576i 16:9 (SDTV) 1080i (HDTV) | fashiontv.com.ua | Ні     |            |                 |            |            |
| Fashion TV    |         |              | 576i 16:9 (SDTV) 1080i (HDTV) |                  | Ні     | Ні         | Green tick      | Green tick | Green tick |

### Військова тематика
| Телеканал | Логотип | Дата запуску | Формат мовлення               | Сайт          | Мережа | Мережа     | Мережа          | Мережа     | Мережа     |
| Телеканал | Логотип | Дата запуску | Формат мовлення               | Сайт          | DVB-T2 | Супутник   | Кабельні мережі | IPTV       | OTT        |
| --------- | ------- | ------------ | ----------------------------- | ------------- | ------ | ---------- | --------------- | ---------- | ---------- |
| Армія TV  |         | 21.04.2023   | 576i 16:9 (SDTV) 1080i (HDTV) | armytv.com.ua | MX-7   | Green tick | Green tick      | Green tick | Green tick |
| Фронт     |         |              | 576i 16:9 (SDTV) 1080i (HDTV) |               | Ні     | Ні         | Green tick      | Green tick | Green tick |

### Кіноканали
| Телеканал          | Логотип | Дата запуску | Формат мовлення               | Сайт             | Мережа | Мережа     | Мережа          | Мережа     | Мережа     |
| Телеканал          | Логотип | Дата запуску | Формат мовлення               | Сайт             | DVB-T2 | Супутник   | Кабельні мережі | IPTV       | OTT        |
| ------------------ | ------- | ------------ | ----------------------------- | ---------------- | ------ | ---------- | --------------- | ---------- | ---------- |
| Enter-фільм        |         | 25.02.2002   | 576i 16:9 (SDTV) 1080i (HDTV) | enterfilm.com.ua | MX-3   | Green tick | Green tick      | Green tick | Green tick |
| УНІАН. Серіал      |         | 28.07.2010   | 576i 16:9 (SDTV) 1080i (HDTV) | unian.tv         | MX-1   | Green tick | Green tick      | Green tick | Green tick |
| Твій серіал        |         | 16.10.2023   | 576i 16:9 (SDTV) 1080i (HDTV) |                  | MX-5   | Green tick | Green tick      | Green tick | Green tick |
| Твоє кіно Action   |         | 23.12.2024   | 576i 16:9 (SDTV) 1080i (HDTV) |                  | Ні     | Ні         | Green tick      | Green tick | Green tick |
| Твоє кіно Relax    |         | 23.12.2024   | 576i 16:9 (SDTV) 1080i (HDTV) |                  | Ні     | Ні         | Green tick      | Green tick | Green tick |
| Твоє кіно Хіт      |         | 23.12.2024   | 576i 16:9 (SDTV) 1080i (HDTV) |                  | Ні     | Ні         | Green tick      | Green tick | Green tick |
| ICTV Серіали       |         | 20.04.2024   | 576i 16:9 (SDTV) 1080i (HDTV) | ictv.ua          | Ні     | Ні         | Ні              | Ні         | Green tick |
| Star Cinema        |         | 23.02.2016   | 576i 16:9 (SDTV) 1080i (HDTV) |                  | Ні     | Green tick | Green tick      | Green tick | Green tick |
| FilmUADrama        |         | 01.10.2015   | 576i 16:9 (SDTV) 1080i (HDTV) | drama.film.ua    | Ні     | Green tick | Green tick      | Green tick | Green tick |
| Bolt               |         | 10.06.2016   | 576i 16:9 (SDTV) 1080i (HDTV) |                  | Ні     | Green tick | Green tick      | Green tick | Green tick |
| ProKino            |         | 21.08.2023   | 576i 16:9 (SDTV) 1080i (HDTV) |                  | Ні     | Ні         | Green tick      | Green tick | Green tick |
| Cine+              |         | 2014         | 576i 16:9 (SDTV) 1080i (HDTV) |                  | Ні     | Ні         | Volia           | Ні         | Green tick |
| Cine+ Hit          |         | 2016         | 576i 16:9 (SDTV) 1080i (HDTV) |                  | Ні     | Ні         | Volia           | Ні         | Green tick |
| Cine+ Legend       |         | 2014         | 576i 16:9 (SDTV) 1080i (HDTV) |                  | Ні     | Ні         | Volia           | Ні         | Green tick |
| 4ever Cinema       |         | 13.05.2022   | 576i 16:9 (SDTV) 1080i (HDTV) |                  | Ні     | Ні         | Green tick      | Green tick | Green tick |
| 4ever Theater      |         | 01.01.2023   | 576i 16:9 (SDTV) 1080i (HDTV) |                  | Ні     | Ні         | Green tick      | Green tick | Green tick |
| 4ever Drama        |         | 01.01.2023   | 576i 16:9 (SDTV) 1080i (HDTV) |                  | Ні     | Ні         | Green tick      | Green tick | Green tick |
| Наше Улюблене Кіно |         |              | 576i 16:9 (SDTV) 1080i (HDTV) |                  | Ні     | Ні         | Green tick      | Green tick | Green tick |

### Дитячі
| Телеканал   | Логотип | Дата запуску | Формат мовлення               | Сайт         | Мережа | Мережа     | Мережа          | Мережа     | Мережа     |
| Телеканал   | Логотип | Дата запуску | Формат мовлення               | Сайт         | DVB-T2 | Супутник   | Кабельні мережі | IPTV       | OTT        |
| ----------- | ------- | ------------ | ----------------------------- | ------------ | ------ | ---------- | --------------- | ---------- | ---------- |
| ПлюсПлюс    |         | 04.08.2012   | 576i 16:9 (SDTV) 1080i (HDTV) | plus-plus.tv | MX-2   | Green tick | Green tick      | Green tick | Green tick |
| Піксель TV  |         | 15.04.2012   | 576i 16:9 (SDTV) 1080i (HDTV) | pixel.tv     | MX-3   | Green tick | Green tick      | Green tick | Green tick |
| Cine+ Kids  |         |              | 576i 16:9 (SDTV) 1080i (HDTV) |              | Ні     | Ні         | Volia           | Ні         | Green tick |
| NIKI Junior |         | 15.11.2017   | 576i 16:9 (SDTV) 1080i (HDTV) |              | Ні     | Green tick | Green tick      | Green tick | Green tick |
| NIKI Kids   |         | 15.11.2017   | 576i 16:9 (SDTV) 1080i (HDTV) |              | Ні     | Green tick | Green tick      | Green tick | Green tick |
| #НАШЕ Kids  |         |              | 576i 16:9 (SDTV) 1080i (HDTV) |              | Ні     | Ні         | Green tick      | Green tick | Green tick |

### Пізнавальні
| Телеканал             | Логотип | Дата запуску | Формат мовлення               | Сайт           | Мережа                | Мережа     | Мережа          | Мережа     | Мережа     |
| Телеканал             | Логотип | Дата запуску | Формат мовлення               | Сайт           | DVB-T2                | Супутник   | Кабельні мережі | IPTV       | OTT        |
| --------------------- | ------- | ------------ | ----------------------------- | -------------- | --------------------- | ---------- | --------------- | ---------- | ---------- |
| Мега                  |         | 29.03.2010   | 576i 16:9 (SDTV) 1080i (HDTV) | megatv.ua      | MX-2                  | Green tick | Green tick      | Green tick | Green tick |
| ECO TV                |         | 01.03.2010   | 576i 16:9 (SDTV) 1080i (HDTV) | eco-tv.com.ua  | 43 ТВК (Київ) (DVB-T) | Green tick | Green tick      | Green tick | Green tick |
| Перший автомобільний  |         | 05.05.2008   | 576i 16:9 (SDTV) 1080i (HDTV) | 1auto.tv       | Ні                    | Green tick | Green tick      | Green tick | Green tick |
| Рибалка               |         |              | 576i 16:9 (SDTV) 1080i (HDTV) | rybalka.net.ua | Ні                    | Green tick | Green tick      | Green tick | Green tick |
| Сварожичи             |         | 2016         | 576i 16:9 (SDTV) 1080i (HDTV) |                | Ні                    | Green tick | Green tick      | Green tick | Green tick |
| Наука                 |         | 18.05.2016   | 576i 16:9 (SDTV) 1080i (HDTV) | nauka-tv.com   | Ні                    | Ні         | Green tick      | Green tick | Green tick |
| Фауна                 |         | 08.08.2016   | 576i 16:9 (SDTV) 1080i (HDTV) | fauna-tv.com   | Ні                    | Ні         | Green tick      | Green tick | Green tick |
| One Planet            |         |              | 576i 16:9 (SDTV) 1080i (HDTV) |                |                       |            |                 |            |            |
| Терра                 |         | 01.05.2016   | 576i 16:9 (SDTV) 1080i (HDTV) | terra-tv.com   | Ні                    | Ні         | Green tick      | Green tick | Green tick |
| Трофей                |         | 08.04.2014   | 576i 16:9 (SDTV) 1080i (HDTV) | trofey.tv      | Ні                    | Ні         | Green tick      | Green tick | Green tick |
| Дача                  |         | 01.10.2015   | 576i 16:9 (SDTV) 1080i (HDTV) |                | Ні                    | Ні         | Green tick      | Green tick | Green tick |
| 36,6 TV               |         | 16.11.2018   | 576i 16:9 (SDTV) 1080i (HDTV) | 36i6.tv        | Ні                    | Ні         | Green tick      | Green tick | Green tick |
| КусКус                |         | 31.10.2019   | 576i 16:9 (SDTV) 1080i (HDTV) |                | Ні                    | Ні         | Green tick      | Green tick | Green tick |
| U Travel              |         | 17.08.2021   | 576i 16:9 (SDTV) 1080i (HDTV) |                | Ні                    | Ні         | Green tick      | Green tick | Green tick |
| Світ+                 |         | 01.11.2024   | 576i 16:9 (SDTV) 1080i (HDTV) |                | MX-7                  | Green tick | Green tick      | Green tick | Green tick |
| Масон ТВ              |         | 28.04.2021   | 576i 16:9 (SDTV) 1080i (HDTV) |                | Ні                    | Ні         | Green tick      | Green tick | Green tick |
| Закон ТВ              |         | 28.04.2021   | 576i 16:9 (SDTV) 1080i (HDTV) |                | Ні                    | Ні         | Green tick      | Green tick | Green tick |
| Медичний              |         |              | 576i 16:9 (SDTV) 1080i (HDTV) |                |                       |            |                 |            |            |
| Navigator             |         |              | 576i 16:9 (SDTV) 1080i (HDTV) |                |                       |            |                 |            |            |
| Ісландія              |         | 18.07.2014   | 576i 16:9 (SDTV) 1080i (HDTV) |                | Ні                    | Ні         | Green tick      | Green tick | Green tick |
| 6 соток               |         | 24.01.2022   | 576i 16:9 (SDTV) 1080i (HDTV) |                | Ні                    | Ні         | Green tick      | Green tick | Green tick |
| Континент E           |         |              | 576i 16:9 (SDTV) 1080i (HDTV) |                |                       |            |                 |            |            |
| HDFashion & LifeStyle |         | 30.09.2013   | 576i 16:9 (SDTV) 1080i (HDTV) |                | Ні                    | Green tick | Green tick      | Green tick | Green tick |

### Музичні
| Телеканал    | Логотип | Дата запуску                       | Формат мовлення               | Сайт  | Мережа | Мережа     | Мережа          | Мережа     | Мережа     |
| Телеканал    | Логотип | Дата запуску                       | Формат мовлення               | Сайт  | DVB-T2 | Супутник   | Кабельні мережі | IPTV       | OTT        |
| ------------ | ------- | ---------------------------------- | ----------------------------- | ----- | ------ | ---------- | --------------- | ---------- | ---------- |
| M1           |         | 27.12.2001                         | 576i 16:9 (SDTV) 1080i (HDTV) | m1.tv | MX-2   | Green tick | Green tick      | Green tick | Green tick |
| M2           |         | 27.06.2007                         | 576i 16:9 (SDTV) 1080i (HDTV) | m2.tv | Ні     | Green tick | Green tick      | Green tick | Green tick |
| Музвар       |         |                                    | 576i 16:9 (SDTV) 1080i (HDTV) |       | Ні     | Ні         | Green tick      | Green tick | Green tick |
| Megogo Music |         | 2018                               | 576i 16:9 (SDTV) 1080i (HDTV) |       | Ні     | Ні         | Ні              | Ні         | Megogo     |
| EU Music     |         | 01.11.2015                         | 576i 16:9 (SDTV) 1080i (HDTV) |       | Ні     | Ні         | Green tick      | Green tick | Green tick |
| UA Music     |         | 29.05.2018 01.01.2023 (перезапуск) | 576i 16:9 (SDTV) 1080i (HDTV) |       | Ні     | Ні         | Green tick      | Green tick | Green tick |
| 4ever Music  |         | 30.11.2018                         | 576i 16:9 (SDTV) 1080i (HDTV) |       | Ні     | Ні         | Green tick      | Green tick | Green tick |
| Black        |         | 15.03.2022                         | 576i 16:9 (SDTV) 1080i (HDTV) |       | Ні     | Ні         | Green tick      | Green tick | Green tick |
| Viva Latino  |         |                                    | 576i 16:9 (SDTV) 1080i (HDTV) |       | Ні     | Ні         | Green tick      | Green tick | Green tick |
| InRating     |         |                                    | 576i 16:9 (SDTV) 1080i (HDTV) |       |        |            |                 |            |            |
| НАШЕ         |         | 2014                               | 576i 16:9 (SDTV) 1080i (HDTV) |       | Ні     | Ні         | Green tick      | Green tick | Green tick |
| #НАШЕ HDR    |         |                                    | 576i 16:9 (SDTV) 1080i (HDTV) |       | Ні     | Ні         | Green tick      | Green tick | Green tick |
| #НАШЕ Music  |         |                                    | 576i 16:9 (SDTV) 1080i (HDTV) |       | Ні     | Ні         | Green tick      | Green tick | Green tick |
| #НАШЕ Ретро  |         |                                    | 576i 16:9 (SDTV) 1080i (HDTV) |       |        |            |                 |            |            |
| ЕТНО         |         |                                    | 576i 16:9 (SDTV) 1080i (HDTV) |       |        |            |                 |            |            |

### Спортивні
| Телеканал      | Логотип | Дата запуску                       | Формат мовлення               | Сайт           | Мережа | Мережа     | Мережа          | Мережа     | Мережа     |
| Телеканал      | Логотип | Дата запуску                       | Формат мовлення               | Сайт           | DVB-T2 | Супутник   | Кабельні мережі | IPTV       | ОТТ        |
| -------------- | ------- | ---------------------------------- | ----------------------------- | -------------- | ------ | ---------- | --------------- | ---------- | ---------- |
| XSPORT         |         | 10.06.2013                         | 576i 16:9 (SDTV) 1080i (HDTV) | xsport.ua      | MX-3   | Green tick | Green tick      | Green tick | Green tick |
| XSPORT+        |         | 01.07.2021                         | 576i 16:9 (SDTV) 1080i (HDTV) | Ні             | Ні     | Green tick | Green tick      | Green tick |            |
| Megogo Спорт   |         | 12.08.2024                         | 576i 16:9 (SDTV) 1080i (HDTV) |                | MX-7   | Ні         | Green tick      | Ні         | Megogo     |
| UPL.TV         |         | 20.02.2024                         | 576i 16:9 (SDTV) 1080i (HDTV) |                | Ні     | Green tick | Green tick      | Green tick | Green tick |
| Sport 1        |         | 01.12.2005                         | 1080i 16:9 (HDTV)             | poverkhnost.tv | Ні     | Ні         | Green tick      | Green tick | Green tick |
| Sport 2        |         | 28.08.2006                         | 1080i 16:9 (HDTV)             | poverkhnost.tv | Ні     | Ні         | Green tick      | Green tick | Green tick |
| Sport 3        |         | 22.08.2007 09.02.2023 (перезапуск) | 1080i 16:9 (HDTV)             | poverkhnost.tv | Ні     | Ні         | Green tick      | Green tick | Green tick |
| Sport 4        |         | 22.08.2007 09.02.2023 (перезапуск) | 1080i 16:9 (HDTV)             | poverkhnost.tv | Ні     | Ні         | Green tick      | Green tick | Green tick |
| Sport 5        |         | 2024                               | 1080i 16:9 (HDTV)             | poverkhnost.tv | Ні     | Ні         | Green tick      | Green tick | Green tick |
| Sport 1 Baltic |         |                                    | 1080i 16:9 (HDTV)             | poverkhnost.tv | Ні     | Ні         | Green tick      | Green tick | Green tick |
| Sport 2 Baltic |         |                                    | 1080i 16:9 (HDTV)             | poverkhnost.tv | Ні     | Ні         | Green tick      | Green tick | Green tick |
| Dynamo Kyiv TV |         |                                    | 1080i 16:9 (HDTV)             | poverkhnost.tv | Ні     | Ні         | Green tick      | Green tick | Green tick |
| MostVideo.TV   |         |                                    | 1080i 16:9 (HDTV)             |                | Ні     | Green tick | Green tick      | Green tick | Green tick |

### Культурологічні, просвітницькі
| Телеканал           | Логотип | Дата запуску | Формат мовлення               | Сайт    | Мережа | Мережа     | Мережа          | Мережа     | Мережа     |
| Телеканал           | Логотип | Дата запуску | Формат мовлення               | Сайт    | DVB-T2 | Супутник   | Кабельні мережі | IPTV       | ОТТ        |
| ------------------- | ------- | ------------ | ----------------------------- | ------- | ------ | ---------- | --------------- | ---------- | ---------- |
| Надія               |         | 2012         | 576i 16:9 (SDTV) 1080i (HDTV) | hope.ua | Ні     | Green tick | Green tick      | Green tick | Green tick |
| Відродження         |         |              | 576i 16:9 (SDTV) 1080i (HDTV) |         | Ні     | Green tick | Green tick      | Green tick | Green tick |
| EWTN                |         |              | 576i 16:9 (SDTV) 1080i (HDTV) |         | Ні     | Green tick | Green tick      | Green tick | Green tick |
| Новий християнський |         |              | 576i 16:9 (SDTV) 1080i (HDTV) |         | Ні     | Green tick | Green tick      | Green tick | Green tick |

### Телемагазини, промо-канали
| Beauty Trust Quality |  | 01.08.2023 | 576i 16:9 (SDTV) 1080i (HDTV) | btq.in.ua        | MX-3 (план)                                                                                | Green tick | Green tick | Green tick | Green tick |
| Sonata TV            |  | 01.10.2020 | 576i 16:9 (SDTV) 1080i (HDTV) | sonata.tv        | Ні                                                                                         | Green tick | Green tick | Green tick | Green tick |
| Provence             |  |            | 576i 16:9 (SDTV) 1080i (HDTV) | provence.in.ua   | Ні                                                                                         | Green tick | Green tick | Green tick | Green tick |
| Розпакуй TV          |  | 24.11.2020 | 576i 16:9 (SDTV) 1080i (HDTV) | rozpakuy.com     | MX-2                                                                                       | Green tick | Green tick | Green tick | Green tick |
| Тюсо                 |  | 25.08.2021 | 576i 16:9 (SDTV) 1080i (HDTV) | tuso.ua          | MX-3                                                                                       | Green tick | Green tick | Green tick | Green tick |
| Milady Television    |  | 01.08.2015 | 576i 16:9 (SDTV) 1080i (HDTV) | www.milady-tv.tv | 43-й ТВК (Київ) (DVB-T) MX-5 (Великий Бурлук) Цифровий мультиплекс Одеської області (план) | Green tick | Green tick | Green tick | Green tick |
| Караван TV           |  | 26.12.2016 | 576i 16:9 (SDTV)              | caravan-tv.tv    | Ні                                                                                         | Green tick | Green tick | Green tick | Green tick |
| Наталі               |  | 01.01.2018 | 576i 16:9 (SDTV)              | natali-tv.tv     | Ні                                                                                         | Green tick | Green tick | Green tick | Green tick |

### Міжнародні версії
| 1+1 International        |  | 01.03.2006 | 576i 16:9 (SDTV) 1080i (HDTV) | 1plus1.international | Ні | Green tick | Ні | Ні         | Ні         |
| Інтер+                   |  | 13.01.2003 | 576i 16:9 (SDTV) 1080i (HDTV) | interplus.ua         | Ні | Ні         | Ні | Green tick | Green tick |
| Квартал TV International |  | 02.05.2022 | 576i 16:9 (SDTV) 1080i (HDTV) |                      | Ні | Ні         | Ні | Ні         | Green tick |

### Іноземні, з наявною україномовною аудіодоріжкою

#### Повністю україномовне мовлення 100% ефірного часу
- AMC Ukraine (США, HD)
- VOA українською (США, HD)
- Music Box Ukraine (Польща‚ HD)
- Music Box Classic Ukraine (Гібралтар‚ HD)
- Nickelodeon (США, HD)
- Nicktoons (США‚ HD)
- Nick Jr. (США‚ HD)
- DW українською (Німеччина, HD)
- BBC News українською (Велика Британія, HD)
- Setanta Sports / Setanta Sports + / Setanta Sports Premium Ukraine (Велика Британія, HD)
- Fashion TV Ukraine (Франція, UHD)
- History Ukraine (США, HD)
- Наше Улюблене Кіно Україна (Іспанія, HD)

#### Частково україномовне мовлення
- TBN (Велика Британія‚ HD, частка мовлення українською — 30 %)
- Da Vinci (Німеччина, HD, частка мовлення українською — 80 %[6])
- National Geographic (США, HD, частка мовлення українською — 40 %[7])
- Travel&Food Ukraine (США, HD)
- Eurosport 1/2 (Франція, HD)
- One Planet (Іспанія, HD)
- Viasat Kino Megahit (Велика Британія, HD)
- Континент E (Іспанія, HD)

#### Без україномовної аудіодоріжки
- English Club TV
- Classical Harmony
- Lang Lab
- Lingo Toons
- Tiny Teen
- Single Jam

(Велика Британія, HD, англомовні, ліцензіі оформлені як українські канали)

## Закриті та зниклі телеканали

### Загальнонаціональні
| Телеканал                            | Дата запуску                                                                                           | Дата закриття                                                    | Причина |
| ------------------------------------ | --- | ---------------------------------------------------------------- | --- |
| Гравіс-7                             | 19.04.1993 (як студія програм) Липень 1993 (як окрема ТРК)                                             | 01.07.2006                                                       | Купівля холдингом «Central European Media Enterprises» (CME) і каналом «1+1» ТОВ «Гравіс» та ребрендинг телеканалів в кіно-серіальний «Кіно» і столичний «СіТі»                                                |
| Гравіс (35 канал)                    | Січень 1994                                                                                            | 01.12.2006                                                       | Купівля холдингом «Central European Media Enterprises» (CME) і каналом «1+1» ТОВ «Гравіс» та ребрендинг телеканалів в кіно-серіальний «Кіно» і столичний «СіТі»                                                |
| НТУ                                  | 08.11.1993                                                                                             | 11.06.2001                                                       | Неуплата мовлення |
| КТМ                                  | 22.12.1997                                                                                             | 20.06.2005                                                       | Ребрендинг в К1 |
| Мегаспорт                            | 30.05.2005                                                                                             | 29.03.2010                                                       | Ребрендинг в Мега |
| Мост                                 | |                                                                  | Припинено |
| НАРТ                                 | 10.01.1996                                                                                             | 21.06.2002                                                       | Непродовження ліцензії |
| НБМ                                  | 1995 (Чернівці) серпень 2002 (Київ, кабельні мережі) лютий 2003 (Київ, етерне та супутникове мовлення) | 01.09.2003                                                       | Ребрендинг в 5 канал |
| World Music TV                       | |                                                                  | |
| УТ-2                                 | 01.01.1992                                                                                             | 05.09.2004                                                       | Надання телеканалу «1+1» ліцензії на цілодобове мовлення |
| УТ-3                                 | 26.09.1992                                                                                             | 14.08.1995                                                       | Надання усього ефіру телеканалу УТ-2 |
| Ютар                                 | жовтень 1991 (32 канал) 29.06.1992 (37 канал)                                                          | січень 1992 (32 канал) 20 червня 2002 (37 канал)                 | |
| First Sport Ukraine                  | |                                                                  | Припинено |
| IVK                                  | 1996                                                                                                   | 01.08.2005                                                       | Ребрендинг в К2 |
| TV Табачук                           | 26.02.1996 (7 канал) 20.06.2002 (37 канал)                                                             | 20.06.2002 (7 канал) 01.11.2004 (37 канал)                       | Продаж телекомпанії та ребрендинг в «НТН» |
| Кіно                                 | 01.07.2006                                                                                             | 30.08.2010                                                       | Ребрендинг в канал 2+2 |
| Enter-music                          | 01.06.2001                                                                                             | 15.04.2012                                                       | Падіння популярності музичних телеканалів, ребрендинг в Піксель TV |
| Мегапол                              | 01.06.1991                                                                                             | 01.02.1993                                                       | Створення продакшн-студії |
| Заграва                              | Січень 1997                                                                                            | 20.06.2002                                                       | Непродовження ліцензії |
| Купол                                | 1996                                                                                                   | 22.02.2012                                                       | Купівля холдингом «UBG» та ребрендинг в «Business Kyiv» |
| Smash!TV                             | 01.09.2007                                                                                             | 06.10.2009                                                       | Виникнення фінансових труднощів телекомпанії "Поверхность+", несплата сигналу телеканалу "Smash!TV" на супутнику "Eutelsat W4"                                                                                 |
| Ялтинський голос                     | |                                                                  | Припинено |
| People TV                            | 01.08.2008                                                                                             | 01.11.2009                                                       | Припинено |
| Тур-Бюро                             | 01.11.2008                                                                                             | 19.04.2010                                                       | Припинено |
| R-TV                                 | 01.11.2008                                                                                             | 18.04.2013                                                       | Припинено |
| Новий Дім                            | 11.09.2008                                                                                             | 2009                                                             | Припинено |
| Design TV                            | 2008                                                                                                   | 2009                                                             | Низькі рейтинги, Банкрутство |
| Amore TV                             | |                                                                  | Припинено |
| Ірта Плюс                            | |                                                                  | Припинено |
| УНТ Медіа                            | 16.04.2011                                                                                             | 20.08.2011                                                       | Припинено |
| УНТ Студент                          | |                                                                  | Припинено |
| УНТ Піар                             | |                                                                  | Припинено |
| УНТ                                  | 01.07.2010                                                                                             | 2012                                                             | Припинено |
| Світ                                 | 2008                                                                                                   | 2013                                                             | Припинено |
| Міжнародний слов'янський канал (SCI) | 14.12.1994 (експериментальне мовлення) 12.09.2008 (регулярна трансляція)                               | Травень 1995 (експериментальне мовлення) Грудень 2013            | Брак коштів |
| HD 2                                 | 21.05.2008                                                                                             | 20.08.2008                                                       | Фінансові труднощі |
| Спорт-HD                             | 29.08.2007                                                                                             | 17.08.2010                                                       | Виникнення фінансових труднощів телекомпанії "Поверхность+", несплата сигналу телеканалу "Спорт-HD" на супутнику "Eutelsat W4"                                                                                 |
| Music HD                             | 21.04.2009                                                                                             | 16.12.2009                                                       | Припинено |
| Контакт (Хмельницький)               | 2001                                                                                                   | 26.03.2009                                                       | Національна рада з питань телебачення та радіомовлення у зв'язку з закінченням терміну дії ліцензії |
| НТТ (Хмельницький)                   | 2004                                                                                                   | 26.03.2009                                                       | Припинено |
| IDEA Premium Channel                 | 01.09.2011                                                                                             |                                                                  | Припинено |
| Disney Channel Ukraine               | 10.08.2010                                                                                             | 01.01.2013                                                       | Припинено |
| СіТі                                 | 01.12.2006                                                                                             | 04.08.2012                                                       | Ребрендинг в ПлюсПлюс |
| ОК                                   | 06.02.2007 (як "ОСК") 06.02.2008 (як "ОК")                                                             | 31.12.2012                                                       | Припинено |
| MTV Україна                          | 24.08.2007                                                                                             | 31.05.2013                                                       | Ребрендинг в Zoom |
| Хокей                                | 22.01.2012                                                                                             | 09.06.2013                                                       | Ребрендинг XSPORT |
| Світ                                 | 2008                                                                                                   | 2013                                                             | Припинено |
| Ц ТВ                                 | |                                                                  | Припинено |
| МТРК Вибір                           | |                                                                  | Припинено |
| 2Т                                   | 29.01.2008                                                                                             | 30.01.2013                                                       | Припинено |
| TBinfo                               | 17.03.2008                                                                                             | 13.06.2019                                                       | Анулювання ліцензії на мовлення |
| BIZ-TV                               | 1995 (як студія) 31 травня 2007 (як телеканал)                                                         | 23.01.2016                                                       | Припинено |
| Погода ТБ                            | 01.02.2010                                                                                             | 04.11.2013                                                       | Продаж частот телеканалу «Business» |
| Star TV                              | 29.05.2007                                                                                             | 01.01.2014                                                       | Об'єднання двох музичних телеканалів «Star TV» та «A-One» в єдиний музично-розважальний канал |
| КіКо                                 | 2008                                                                                                   | 2013                                                             | Припинено |
| Real TV Estate                       | 01.02.2008                                                                                             | 13.01.2014                                                       | Придбання телеканалу медіахолдингом «1+1 Media». Заміна на «2+2» у цифровому ефірі DVB-T2. Ребрендинг у телеканал «Бігуді»                                                                                     |
| Z-TV                                 | 11.06.2012                                                                                             | 2013                                                             | 19.06.2012: Поєднання проблеми з тестовим мовленням у 2013 році: невідомо |
| Меню-ТВ                              | 01.06.2007                                                                                             | 01.07.2014                                                       | Фінансова неуспішність (дохід від телереклами на каналі впав) |
| Jewish News One                      | 21.09.2011                                                                                             | 25.04.2014                                                       | Припинено |
| Ukrainian News One                   | 25.04.2014                                                                                             | 12.06.2014                                                       | Припинено |
| Моя дитина                           | 15.11.2011                                                                                             | 17.07.2014                                                       | Припинено |
| TV Sale Україна                      | |                                                                  | Припинено |
| Кіноточка                            | 06.02.2012                                                                                             | 20.10.2014                                                       | Ребрендинг в Індиго TV |
| Goldberry                            | 01.12.2008                                                                                             | 09.10.2014                                                       | Купівля телеканалу «Goldberry» та запуск на його частотах «Еспресо TV» |
| ОЕ                                   | 10.02.1992                                                                                             | 01.06.2015                                                       | Припинено |
| Xtra TV Інфоканал                    | 2011                                                                                                   |                                                                  | Продаж супутникового оператора Xtra TV |
| Viasat Promo                         | |                                                                  | Припинено |
| Free TV                              | |                                                                  | Припинено |
| Football i kino                      | |                                                                  | Припинено |
| Kino Classica                        | |                                                                  | Припинено |
| Kino News                            | |                                                                  | Припинено |
| Kinolux                              | |                                                                  | Припинено |
| Xtra Kino                            | |                                                                  | Припинено |
| БТБ                                  | 25.04.2012                                                                                             | 01.08.2015                                                       | Припинено |
| УТР                                  | 01.03.2003                                                                                             | 01.10.2015                                                       | Створення на його місці телеканалу «UA\|TV» |
| Ukraine Today                        | 24.08.2014                                                                                             | 01.04.2016                                                       | Припинено |
| Dobro TV                             | 01.01.2012                                                                                             | 03.10.2016                                                       | Купівля телеканалу «Dobro TV» та запуск на його частотах інформаційного каналу «ZIK» |
| UBR                                  | 02.03.2009                                                                                             | 01.01.2017                                                       | Анулювання ліцензії |
| Планета ТБ                           | 22.01.2008                                                                                             | 27.09.2016                                                       | Припинено |
| Право TV                             | 2012                                                                                                   | 2016                                                             | Ребрендинг |
| Gамма                                | 26.12.2006                                                                                             | 01.02.2017                                                       | Фінансові проблеми |
| 3S.TV                                | 01.09.2015                                                                                             | 01.03.2017                                                       | Фінансові проблеми |
| Гумор ТБ/Бабай ТБ                    | 01.11.2008                                                                                             | 07.04.2017                                                       | Припинено |
| ТРК Шанс                             | 2001                                                                                                   | 15.04.2017                                                       | Об'єднання |
| Euronews Україна                     | 16.11.2009                                                                                             | 21.05.2017                                                       | Припинено |
| Ера                                  | 01.01.1999 (як телекомпанія) 24.12.2001 (як телеканал)                                                 | 01.08.2017                                                       | Борги перед Концерном PРТ |
| UA: Перший Ukraine                   | 30.11.2010                                                                                             | 01.01.2017                                                       | Ребрендинг |
| A-One Україна                        | 15.10.2008                                                                                             | 25.07.2017                                                       | Припинено |
| Business                             | 01.09.2007                                                                                             | 01.08.2017                                                       | Припинено |
| Тоніс                                | 1989                                                                                                   | 24.08.2017                                                       | Купівля телеканалу та запуск на його частотах нового каналу «Прямий» |
| QTV                                  | 01.09.2008                                                                                             | 01.09.2017                                                       | Відхід рекламодавців, ребрендинг в ОЦЕ ТБ |
| Ukrainian Fashion                    | 05.12.2011                                                                                             | 22.04.2013                                                       | Ребрендинг |
| Pro BCE                              | 2007                                                                                                   | 23.11.2017                                                       | Ребрендинг в 8 канал |
| Zalp TV                              | 2017                                                                                                   | 2017                                                             | Припинено |
| FilmUAction                          | 14.05.2016                                                                                             | 30.12.2017                                                       | Припинено |
| RTI                                  | 01.06.2015                                                                                             | 25.03.2018                                                       | Ребрендинг в 4 канал |
| 100+                                 | 01.06.2013                                                                                             | 06.08.2018                                                       | Продаж ТОВ «ТРК „Купол“» новим власникам |
| Shopping TV                          | 23.05.2008                                                                                             | 01.01.2018                                                       | Не було сплачено ліцензійного збору, внаслідок чого ліцензіат втратив супутникову ліцензію на мовлення в Україні                                                                                               |
| Репетитор ТБ                         | 2016                                                                                                   | 02.2017                                                          | Припинено |
| Maxxi TV                             | 01.09.2007                                                                                             | 07.11.2018                                                       | Ребрендинг в НАШ |
| ТВі                                  | 17.03.2008                                                                                             | 13.06.2019                                                       | Анулювання ліцензії на мовлення |
| КС (Славута)                         | Березень 1998                                                                                          | 19.11.2019                                                       | Телеканал припинив мовлення. Майже 30 років у ефірі |
| Odessa Fashion Channel               | 23.04.2013                                                                                             | 31.07.2018                                                       | Ребрендинг |
| Ескулап TV                           | 07.08.2012                                                                                             | 02.12.2019                                                       | Ребрендинг в Україна 24 |
| RABINOVICH TV                        | 01.08.2013 14.01.2019                                                                                  | 05.2014 09.08.2020                                               | Ребрендинг в Live |
| Всі новини                           | 04.09.2013                                                                                             | 30.10.2019                                                       | Припинено |
| GTV                                  | | 02.09.2020                                                       | Ребрендинг |
| Ритм TV                              | 14.10.2013                                                                                             | 2020                                                             | Ребрендинг |
| Hromadske                            | 22.11.2013                                                                                             | 01.02.2020 (супутникове мовлення) 14.12.2020 (кабельне мовлення) | Припинено |
| КРТ                                  | 26.04.2003                                                                                             | 21.08.2020                                                       | Анулювання ліцензії та попередження Національною радою з питань телебачення і радіомовлення |
| NewsOne                              | 17.12.2005                                                                                             | 26.02.2021                                                       | Підписання Президентом України Указу № 43/2021, яким увів у дію рішення РНБО від 2 лютого 2021 року «Про застосування персональних спеціальних економічних та інших обмежувальних заходів (санкцій)»           |
| ZIK                                  | 01.09.2010                                                                                             | 26.02.2021                                                       | Підписання Президентом України Указу № 43/2021, яким увів у дію рішення РНБО від 2 лютого 2021 року «Про застосування персональних спеціальних економічних та інших обмежувальних заходів (санкцій)»           |
| 112 Україна                          | 26.11.2013                                                                                             | 26.02.2021                                                       | Підписання Президентом України Указу № 43/2021, яким увів у дію рішення РНБО від 2 лютого 2021 року «Про застосування персональних спеціальних економічних та інших обмежувальних заходів (санкцій)»           |
| Spike                                | 01.08.2018                                                                                             | 01.06.2021                                                       | Припинено |
| Вінтаж ТВ                            | 07.08.2012                                                                                             | 19.07.2021 (DVB-T2) 20.08.2021 (супутник)                        | Продаж цифрової ефірної ліцензії ТОВ «Корона Санрайс» і запуск «4 каналу» (19 липня 2021) (DVB-T2) Продаж супутникової ліцензії ТОВ «ТРК „Вінтаж ТВ“» і створення телеканалу «UNC» (20 серпня 2021) (супутник) |
| UkrLive                              | 01.11.2019                                                                                             | 27.03.2022                                                       | Підписання Президентом України Указу № 684/2021, яким увів у дію рішення РНБО від 28.12.2021 року «Про застосування персональних спеціальних економічних та інших обмежувальних заходів (санкцій)»             |
| Перший незалежний                    | 01.11.2019                                                                                             | 24.02.2022                                                       | Підписання Президентом України Указу № 684/2021, яким увів у дію рішення РНБО від 28.12.2021 року «Про застосування персональних спеціальних економічних та інших обмежувальних заходів (санкцій)»             |
| НАШ                                  | 19.11.2018                                                                                             | 24.02.2022                                                       | Поширення фейків, указ президента № 52/2022, рішення РНБО від 11.02.2022 «Про застосування персональних санкцій»                                                                                               |
| ЧП.INFO                              | 14.04.2008                                                                                             | 24.02.2022                                                       | Припинено |
| O-TV                                 | 24.04.1998                                                                                             | 04.04.2022                                                       | Припинено |
| Boutique TV                          | 15.11.2012                                                                                             | 24.02.2022                                                       | Припинено |
| Зоряний                              | 03.02.2020                                                                                             | 29.05.2022                                                       | Припинено |
| Глас                                 | 26.03.2005                                                                                             | 01.06.2022                                                       | Припинено |
| Live                                 | 09.08.2020                                                                                             | 15.07.2022                                                       | Припинено |
| Типовий Київ                         | 10.08.2021                                                                                             | 15.07.2022                                                       | Припинено |
| Odesa.live                           | 02.09.2020                                                                                             | 15.07.2022                                                       | Припинено |
| MostVideo TV                         | |                                                                  | Припинено |
| Україна                              | 13.03.1993                                                                                             | 22.07.2022                                                       | Вихід материнської компанії «SCM» з медіабізнесу |
| Україна 24                           | 02.12.2019                                                                                             | 22.07.2022                                                       | Вихід материнської компанії «SCM» з медіабізнесу |
| НЛО TV                               | 06.02.2012                                                                                             | 22.07.2022                                                       | Вихід материнської компанії «SCM» з медіабізнесу |
| Індиго TV                            | 20.10.2014                                                                                             | 22.07.2022                                                       | Вихід материнської компанії «SCM» з медіабізнесу |
| Футбол 1                             | 18.11.2008                                                                                             | 22.07.2022                                                       | Вихід материнської компанії «SCM» з медіабізнесу |
| Футбол 2                             | 01.03.2011                                                                                             | 22.07.2022                                                       | Вихід материнської компанії «SCM» з медіабізнесу |
| Футбол 3                             | 20.01.2020                                                                                             | 22.07.2022                                                       | Вихід материнської компанії «SCM» з медіабізнесу |
| Shakhtar.TV                          | |                                                                  | Припинено |
| 4 канал                              | 26.03.2018                                                                                             | 04.11.2022                                                       | Припинено |
| ICTV Ukraine                         | 16.03.2020                                                                                             | 17.12.2022                                                       | Ребрендинг в ICTV2 |
| Перший діловий                       | 20.11.2006                                                                                             | 01.02.2023                                                       | Припинено |
| UNC                                  | 20.08.2021                                                                                             | 02.02.2023                                                       | Припинено |
| Nickelodeon Ukraine Pluto TV         | 01.04.2022                                                                                             | 30.06.2023                                                       | Припинено |
| Малятко TV                           | 01.08.2009                                                                                             | 01.07.2023                                                       | Неспроможність каналу сплачувати за трансляцію |
| Epoque                               | 01.04.2016                                                                                             | 20.08.2023                                                       | Ребрендинг в Світло |
| Ukraine 1                            | Невідомо, в періоді з 2018 до 2022                                                                     | Січень 2024                                                      | Невідома, але ймовірно на "автопілоті" передачі закінчились |
| Ukraine 2                            | Грудень 2018                                                                                           | Січень 2024                                                      | Невідома, але ймовірно на "автопілоті" передачі закінчились |
| NLO TV 1                             | Грудень 2018                                                                                           | 2021                                                             | Невідома, але ймовірно на "автопілоті" передачі закінчились |
| NLO TV 2                             | Грудень 2018                                                                                           | Січень 2024                                                      | Невідома, але ймовірно на "автопілоті" передачі закінчились |
| CNL Україна                          | 10.11.2007                                                                                             | 02.01.2022                                                       | Припинено |
| Суспільне Новини                     | 21.11.2022                                                                                             | 19.07.2024                                                       | Припинено |
| ТАК TV                               | 01.01.2022                                                                                             | 04.11.2024                                                       | Фінансові проблеми |
| GNC Україна                          | 02.01.2022                                                                                             | 2024                                                             | Припинено |
| Comedy Central Ukraine               | 22.11.2017                                                                                             | 01.01.2025                                                       | Низькі рейтинги |
| Star Family                          | 15.03.2017                                                                                             | 23.06.2025                                                       | Запровадження санкцій проти Влада Ряшина |

## Телеприймачі
Юрій Омельяненко згадує
|  | Узагалі з телевізорами вийшла, як кажуть, неув’язочка: до 1951 року їх випускали лише з розрахунку на один московсько-ленінградський канал, а триканальні фактично з’явились наприкінці 1951 року. Тобто чи то ми «поспішали» з пуском, чи то був черговий «прокол» планового господарства, а в результаті — дефіцит. |

## Глядачі
Більше чверти населення не мало ТБ (на початок телебудівництва), а двопрограмне було лише на території, де жило 25 відсотків загальної його чисельности. Незадовільним був стан і з радіомовленням, особливо двопрограмним. Більше того, названі показники для сільської місцевости були, особливо по ТБ, майже вдвічі нижчими від міських. Показники охоплення авдиторії були набагато вищі від середньосоюзні, але все ж, незадовільні. Внаслідок пропозицій Омельяненка, «вся діяльність у сфері ТБ, РМ і радіозв'язку була зосереджена в Республіканській виробничо-технічній дирекції радіо і телебачення (нині — Концерн РРТ)». Наприкінці 80-х років кількість потужних телестанцій подвоїлась, з'явилась база для дво- та трипрограмного ТБ у Києві й багатьох інших пунктах республіки, зрештою стала до ладу четверта програма. А друга і третя програми РМ охопили практично всю Україну. ТБ охопило територію республіки, де жило понад 97 %, у тому числі практично все сільське населення. А відсоток охоплення другою і третьою програмами становив відповідно 93 і 65 %. Це були найвищі показники серед республік Союзу.

## Значущі події
- З кінця 1951 року почав діяти телецентр у Києві.
- З лютого 1960 року почався регулярний обмін телепрограмами між Москвою і Києвом, а з 1961 року між Києвом й иншими містами СРСР.
- 20 січня 1965 року — вперше в етер вийшла загальнореспубліканська телепрограма України — «УТ».
- З 1967 року телецентри УРСР тільки приймали кольорові пересилання.
- З 1969 року Київський, а з 1976 року також і Львівський телецентри пересилають кольорові програми.
- 1989 рік — створення першої недержавної телекомпанії «ТОНІС», заснованої у Миколаєві.
- 13 жовтня 1990 року — у Харкові, вперше на теренах Радянського Союзу, розпочинає етерне мовлення приватна телекомпанія «ТОНІС-Центр».
- Листопад 1991 року — телеканал «Ютар+» розпочав мовлення в Києві.
- 1 липня 1991 року — телеканал «Мегапол» розпочав мовлення в Києві.
- 15 червня 1992 року — починає мовлення недержавна телекомпанія з іноземними інвестиціями «ICTV» (Міжнародна комерційна телекомпанія).
- 15 січня 1992 року — телеканал «ТЕТ-А-ТЕТ» розпочав мовлення у Києві.
- лютий 1992 року — створення другої програми Українського телебачення «УТ-2».
- 26 вересня 1992 року — створення третьої програми Українського телебачення «УТ-3».
- 13 березня 1993 року — ТРК «Україна» розпочала мовлення в Донецьку, а з 2004 року — у Києві.
- Липень 1993 року — «Гравіс-7» розпочав мовлення на 7-му київському телеканалі як окрема телекомпанія.
- Лютий 1994 року — телекомпанія «Гравіс» розпочала мовлення також на 35 каналі в Києві.
- 6 липня 1994 року — телекомпанія «СТЕРХ» розпочала мовлення в Дніпрі.
- Вересень 1995 року — «Студія 1+1» почала своє існування.
- 20 лютого 1995 року — телеканал «11 Канал» (ТРК «СТЕРХ») розпочав мовлення на 11-метровому частотному каналі у Дніпрі.
- 21 серпня 1995 року — на одному каналі разом з «ТЕТ» починає мовити київський комунальний телеканал «Київ».
- 1995 рік — у м. Чернівці розпочинає мовлення регіональний канал «НБМ».
- 10 січня 1996 року — в Києві на одному каналі разом з «Тоніс» починає мовити телеканал міжрегіонального творчого об'єднання «НАРТ».
- 26 лютого 1996 року — почала мовлення київська студія «TV Табачук».
- 20 жовтня 1996 року — у мережі «УТ-3» телеканал «Інтерканал» (пізніше «Інтер») розпочав мовлення.
- 1997 рік — «УТ-1» змінив назву на «Перший національний».
- 2 липня 1997 року — телеканал «СТБ» розпочав мовлення.
- 26 лютого 1998 року — «Новий канал» розпочав технічне мовлення на базі «СТБ».
- 27 грудня 2001 року — перший загальноукраїнський музичний телеканал «М1» почав тестове мовлення.
- 27 травня 2002 року — на 35 каналі в Києві починає мовлення в прямому етері перша інформаційна телекомпанія «Телемегаполіс» (проєкт ТРК «Гравіс»).
- 1 вересня 2003 року — замість телеканалу «НБМ» розпочав мовлення «5 канал» (спільний проєкт «НБМ» і новинної компанії «Експрес-Інформ»).
- 1 листопада 2004 року — телеканал «НТН» замінив  телеканал «TV Табачук».
- 30 травня 2005 року — перший загальноукраїнський спортивний телеканал «Мегаспорт» розпочав мовлення.
- 1 липня 2006 року — телеканал «Кіно» замінив телеканал «Гравіс-7».
- 1 грудня 2006 року — телеканал «СіТі» почав своє мовлення замість телеканалу «Гравіс» на 35 каналі в Києві.
- 20 червня 2005 року — в кабельних мережах та на супутнику телеканал «К1» почав своє мовлення замість «КТМ».
- 1 липня 2007 року — згідно з даними Нацради, зареєстровано понад 60 каналів супутникового мовлення.
- 24 серпня 2007 року — українська версія відомого музичного телеканалу «MTV» — «MTV Україна», почала своє мовлення.
- 1 вересня 2008 року — обмін частотами між телеканалом «К1» та «Мегаспортом»: «К1» став загальнонаціональним, а «Мегаспорт» — кабельно-супутниковим.
- 29 березня 2010 року — ребрендинг спортивного каналу «Мегаспорт» в пізнавально-розважальний канал «Мега».
- 1 жовтня 2011 року — почав своє мовлення телеканал «Інтелект TV».
- 4 серпня 2012 року — дитячий телеканал «ПлюсПлюс» замінив «СіТі».
- 8 жовтня 2012 року — почав своє мовлення український телеканал «PORT-MONE TV» у аналоговому режимі.[значущість факту?]
- 7 квітня 2015 року —  в Україні запустили суспільне мовлення завдяки Закону України «Про Суспільне телебачення і радіомовлення України», який набрав чинності 15 травня 2014 року[8].
- 2016 рік — перехід до нових стандартів мовлення на регіональних мовниках (колишніх ОДТРК) внаслідок приєднання державних телерадіокомпаній до НТКУ, яка 19 січня 2017 року була перетворена на ПАТ «НСТУ».
- 1 серпня 2018 року — вимкнено аналогове мовлення більшості загальнонаціональних телеканалів  у Києві та Кіровоградській області.
- 1 вересня 2018 року — вимкнено аналогове мовлення більшості загальнонаціональних телеканалів  на більшій частині території України.
- 22 липня 2022 року — ТРК «Україна» припинила своє мовлення після 29 років існування.